# 白鳥村 (愛知県)
白鳥村（しらとりむら）は、愛知県宝飯郡にかつてあった村。
現在の豊川市の一部（白鳥・白鳥町・桜町・小田淵町・久保町など）に該当する。

## 歴史
- 1889年（明治22年）10月1日 - 白鳥村、小田淵村、久保村が合併し、白鳥村が発足。
- 1906年（明治39年）9月10日 - 国府町と合併し、国府町が発足。同日白鳥村は廃止。